# 国民政府建设委员会
国民政府建设委员会，简称“建委会”，是1928年南京国民政府设立的主管全国建设事业的政府机构。职掌为研究筹备及实行关于全国的建设计划；指导并监督各省区建设厅的工作。发展无线电、农田灌溉、煤矿、铁路交通、地方现代化建设等方面做了工作。由国民党中央政治会议遴选若干委员组成，并指定常务委员七至十一人，由常务委员推定一人为主席。各省区建设厅长为当然委员。

## 历史
南京国民政府1928年2月18日设立。1928年10月实行五院制后改隶行政院。1931年2月改隶國民政府委員會。1938年1月被裁并至经济部。

## 组织架构
- 主席张静江
- 常务委员
- 委员
- 秘书长
- 秘书厅
- 电汽处处长鲍国宝
- 无线电管理处：处长李范一/王崇植。1929年6月17日国民党三届二中全会通过《确定行政事项之统属案》，无线电报业务移交交通部电政局。[3]
  - 管理科：科长杜光祖
  - 营业科：科长徐恩曾
  - 稽核科：科长李心庄
  - 会计科：科长王瑞琳
  - 总务科：科长恽震
- 专门委员或顾问：聘任国内外专家。无线电颜任光。